# Układ trygonalny

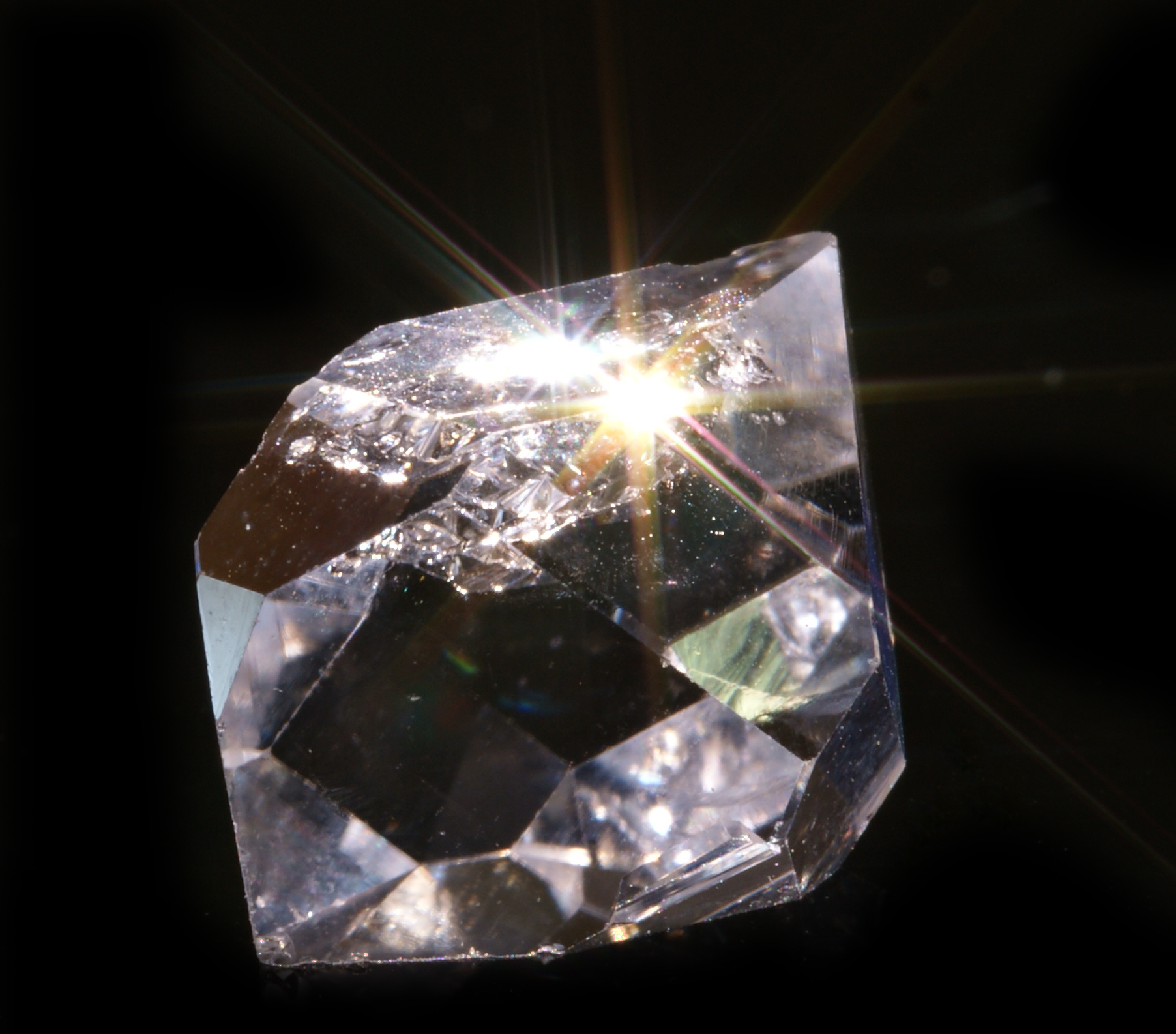
Kryształ kwarcu – przykład minerału w układzie trygonalnym

Układ trygonalny – układ krystalograficzny, w którym trzy z czterech osi leżą w jednej płaszczyźnie, mają jednakową długość jednostek osiowych, a kąt między nimi wynosi 120°. Czwarta oś jest osią trzykrotną, ma inną niż pozostałe długość jednostki osiowej i jest do nich prostopadła.
W tym układzie krystalizuje około 9% minerałów; np. kalcyt, magnezyt, syderyt, smithsonit, brucyt, hematyt, korund, bizmut rodzimy, proustyt, pirargyryt, turmalin, milleryt, kwarc niskotemperaturowy, cynober, ilmenit, dolomit, willemit, dioptaz, fenakit.